# ایان باکستون
ایان باکستون (انگلیسی: Ian Buxton; ۱۷ آوریل ۱۹۳۸ – ۱ اکتبر ۲۰۱۰) بازیکن فوتبال اهل بریتانیا بود.
از باشگاه‌هایی که در آن بازی کرده‌است می‌توان به باشگاه فوتبال دربی کانتی، باشگاه فوتبال لوتون تاون، باشگاه فوتبال نوتس کانتی، باشگاه فوتبال پورت ویل، و باشگاه فوتبال ایلکستون اشاره کرد.